# كابينزال دو نورتي
كابينزال دو نورتي بلدية في ولاية مارانهاو في المنطقة الشمالية الشرقية من البرازيل.